# Vote and Die: Liszt for President
Vote and Die: Liszt for President es una película estadounidense del género comedia de 2008, dirigida por Mark Mitchell, a cargo de la fotografía estuvo Carlos J. Ramsey y los protagonistas son Stephen C. Bradbury, Yancy Butler, Holt McCallany y Richard Masur, entre otros. Este largometraje fue producido por End it all Productions y se estrenó el 7 de marzo de 2008.

## Sinopsis
Un hombre carismático y muy adinerado se postula para presidente como candidato independiente. Su lema es simple: asesinar a todos ahora mismo.